# Gavkhuni

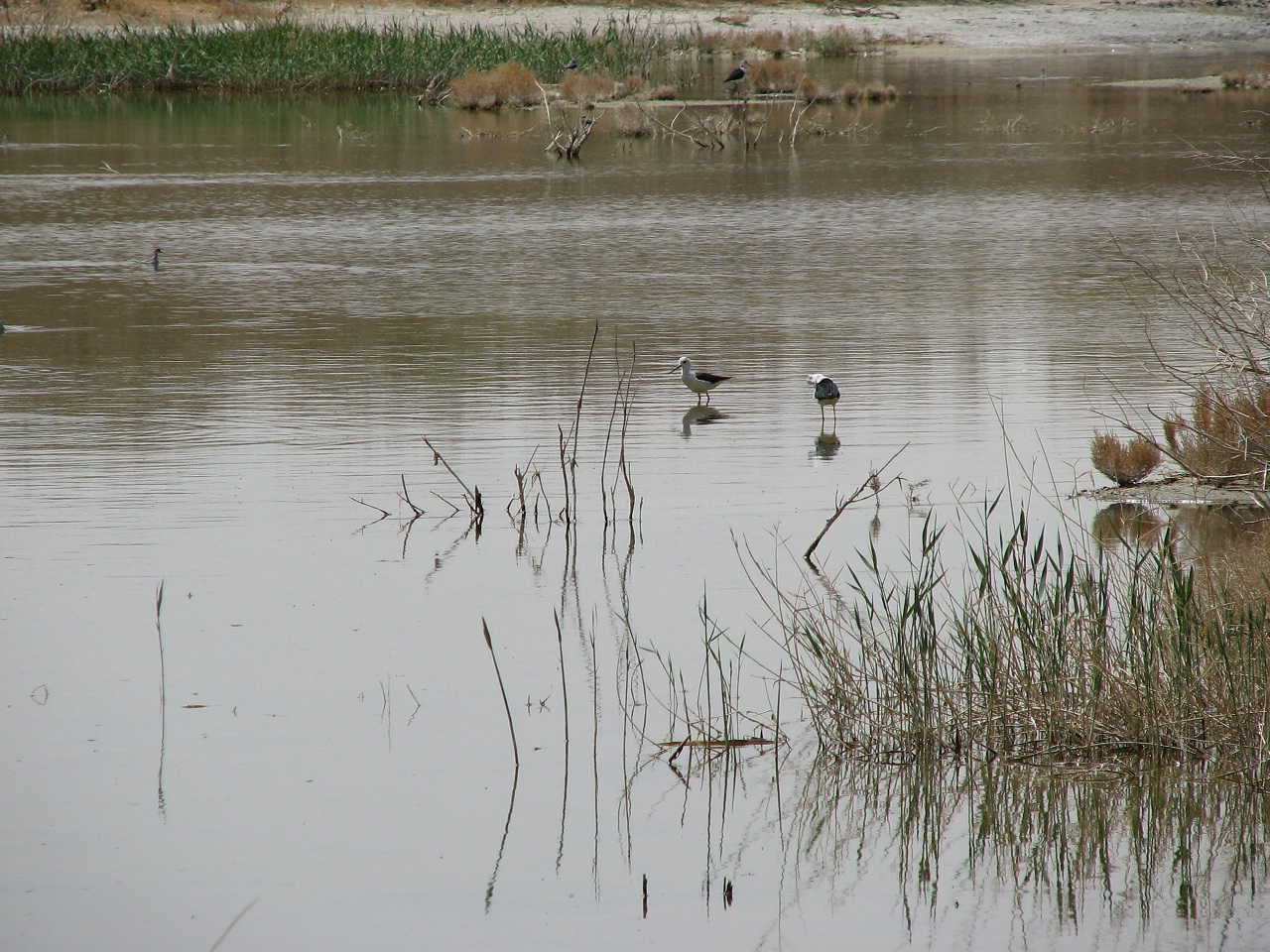
Gavkhuni.

Gavkhuni (persiska: گاوخونی), även Batlaq-e Gavkhuni (Gavkhuni våtmark), ligger i provinsen Esfahan och är den mest kända våtmarken i centrala Iran. Enligt lexikonet Dehkhoda betyder gavkhuni ordagrant "kohuset", eftersom bönderna brukade lämna sina kor vid våtmarken för att beta, och denna tradition har funnits kvar sedan forna dagar.